# Nabadwip
Nabadwip é uma cidade e um município no distrito de Nadia, no estado indiano de Bengala Ocidental.

## Demografia
Segundo o censo de 2001, Nabadwip tinha uma população de 115 036 habitantes. Os indivíduos do sexo masculino constituem 51% da população e os do sexo feminino 49%. Nabadwip tem uma taxa de literacia de 75%, superior à média nacional de 59,5%: a literacia no sexo masculino é de 80% e no sexo feminino é de 70%. Em Nabadwip, 9% da população está abaixo dos 6 anos de idade.